# Chantz Powell

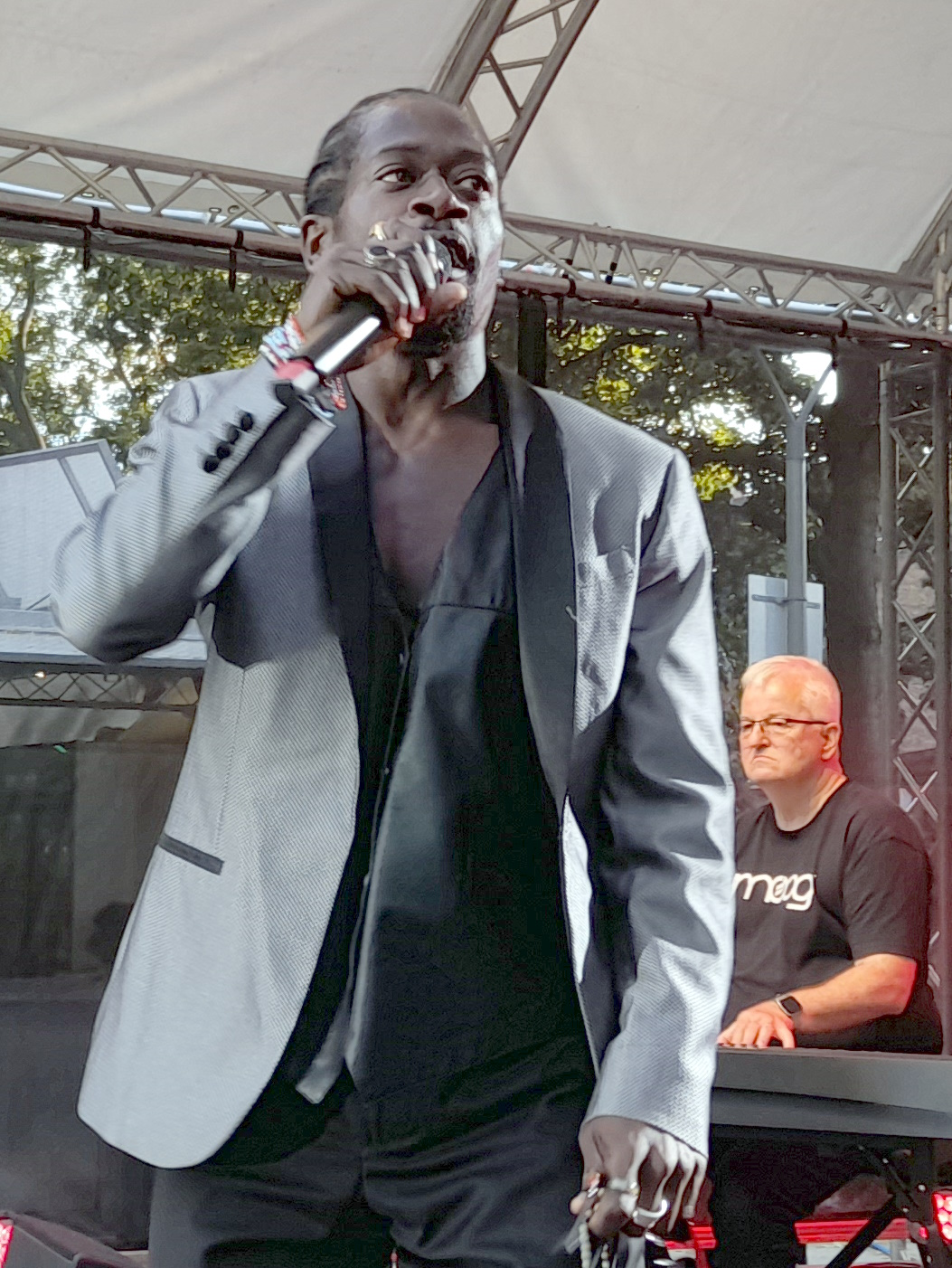
Chantz Powell in Erfurt, im Hintergrund Markus Burger

"Sir" Chantz Powell (* 1998 in New Orleans) ist ein US-amerikanischer Trompeter, Schauspieler, Stepptänzer und Produzent.

## Leben
Beeinflusst von Sammy Davis Jr., Miles Davis und Louis Armstrong über Usher und Michael Jackson bis hin zu Snoop Dog trat er schon ab 12 Jahren öffentlich auf. Es folgten Tourneen weltweit, mit Konzerten u. a. in der Londoner Royal Albert Hall, zum North Sea Jazz Festival, zum World Beat Festival in Tunesien sowie in Städte wie Melbourne, Sydney, Paris und Istanbul. Er war auch als Featured Artist mit dem Duke Ellington Jazz Orchestra und Winton Marsalis Lincoln Jazz Orchesters zu erleben. 2024 führte ihn eine Europa-Tournee auch durch Deutschland, wo er u. a. in Erfurt und Jena von Markus Burger (Keys, LA), Werner Neumann (Gitarre, Leipzig), Marcus Horn (Drums) und Sammy Lucas (Hammond-Orgel, Berlin) begleitet wurde.
Chantz Powells Werdegang wurde in der Dokumentation "My Louis Armstrong Years" festgehalten, die für den Preis "Beste Dokumentation" beim Cannes Film Festival nominiert war. Regisseur Mohammed Kounda begleitete den damals 12-jährigen Chantz Powell über fünf Jahre lang und hielt dessen Begegnungen mit Jazzgrößen fest, die den Sänger und Entertainer noch heute maßgeblich beeinflussen. Er hat einen Major Plattenvertrag bei Decca/Universal Records, heute Universal Music Group. Sein erstes Album "Stories of Me" war in England monatelang in den Top 40 vertreten und hat ihn international bekannt gemacht.

## Mitwirkung in Filmen
- From the Cold Streets to the Hot Lights (2020),
- Genesis’ Choice (2012)
- Afternoon Delight Live on Hollywood and Vine (2015).